# 蔣海瓊
蔣海瓊（1951年9月15日—2010年2月16日），臺灣基隆人。具有學者、教授、作家、
記者、廣播節目製作人等身份，是已故知名女作家重提的女兒。
蔣海瓊對台灣的貢獻就是於2007年年初在臺灣成立「中華民國溪水旁關懷單親家庭協會」，並舉辦單親家庭活動。著有《單親不孤單》、《我的心不凍》等書。

## 生平
蔣海瓊在25歲那年與認識7年的男友結婚。1985年5月適逢臺灣白色恐怖時期，她的丈夫一出門就被憲兵抓走了，在毫無證據的情況下，她的丈夫被陷害成為政治犯，判刑兩年兩個月。出獄後因為無法工作的先生，把壓力都發洩在她的身上，她因此得了憂鬱症與糖尿病，最後與丈夫離婚。
1989年，帶著女兒飛到美國俄亥俄州愛許蘭大學的愛許蘭神學院留學。她成立「溪水旁關懷單親家庭協會」，熱心服事單親家庭。同時，在愛許蘭神學院完成教牧學博士的論文。
之後，蔣海瓊罹患漸凍人症，健康每況愈下。她認為"活著是為了貢獻社會"，簽下器官同意捐贈，遺愛社會。

## 著作
- 爬出憂鬱的深淵，天恩出版社，ISBN　　　978-986-6876-32-5
- 單親不孤單，天恩出版社，台北(二〇〇九年十一月出版)
- 我的心不凍，時報出版社，台北(二〇一〇年五月出版)[3]